# Verfassung von Massachusetts
Die Verfassung von Massachusetts (englisch Constitution of the Commonwealth of Massachusetts) ist die Verfassung des US-Bundesstaates Massachusetts. Sie wurde 1780 – vier Jahre nach der Unabhängigkeitserklärung der Vereinigten Staaten – verabschiedet und ist in geänderter Form noch heute in Kraft. Damit ist sie eine der ältesten Verfassungen (im modernen Sinn) der Welt. Zudem ist sie die erste Verfassung überhaupt, über die eine betroffene Bevölkerung selbst abstimmte.
Der Verfassungstext ist in mittlerweile vier Abschnitte gegliedert: die Präambel, die Erklärung der Rechte der Bewohner von Massachusetts, die Bestimmungen über die Regierungsorganisation und schließlich die mittlerweile über 100 Verfassungsänderungen (Amendments). Ihre Struktur hatte Einfluss auf nachfolgende Verfassungen, unter ihnen auch die Verfassung der Vereinigten Staaten.

## Entstehungsgeschichte
Nach der Unabhängigkeitserklärung empfahl der General Court – die Legislativkörperschaft von Massachusetts –, dass sich ein Konvent zusammenfinden und eine Verfassung für den Staat Massachusetts ausarbeiten solle. Dies tat der General Court der darauffolgenden Legislaturperiode 1777/78, doch als der Konvent die von ihm erarbeitete Verfassung dem Volk vorschlug, fand sie bei diesem keine Zustimmung.
Nach diesem erfolglosen Anlauf stellte der General Court dem Volk am 20. Februar 1779 die Frage, ob sie eine neue Verfassung wollten und ob sie ihre Repräsentanten bevollmächtigen würden, zu diesem Zweck einen Staatskonvent einzuberufen. Nachdem eine große Mehrheit beide Fragen bejahend beantwortet hatte, forderte der General Court die Bürger am 17. Juni 1779 dazu auf, sich zu versammeln und Delegierte für den Verfassungskonvent zu bestimmen, der am 1. September 1779 in Cambridge zusammenkommen sollte.
Der Konvent kam wie geplant zusammen und wählte James Bowdoin zu seinem Präsidenten. Nachdem der Konvent sich auf einen Verfassungsentwurf geeinigt hatte, wurde der Entwurf am 2. März 1780 dem Volk vorgelegt. Am 7. Juni trat der Konvent wieder zusammen und setzte ein Komitee ein, das die aus den Städten zurückkommenden Abstimmungsergebnisse auswerten sollte. Am 14. Juni gab dieses Komitee seinen Bericht ab und am 15. Juni gab der Konvent bekannt, dass das Volk von Massachusetts die Verfassung in der vorgeschlagenen Form angenommen hat. Nachdem der Konvent einen Beschluss zur Ingangsetzung der neuen Verfassung verabschiedet hatte, löste er sich am 16. Juni 1780 auf. Entsprechend seinem letzten Beschluss fanden in den Städten unverzüglich Wahlen statt; der erste General Court unter der neuen Verfassung trat am 25. Oktober 1780 in Boston zusammen.